# U.S. Route 54
U.S Route 54 (också kallad U.S. Highway 54 eller med förkortningen  US 54) är en amerikansk landsväg i USA som sträcker sig i nordväst-sydostlig riktning. Vägen är 1926 km lång och sträcker sig från Griggsville, Illinois i norr till El Paso, Texas i söder. Vägen går igenom Texas två gånger, i El Paso innan vägen går över till delstaten New Mexico och nästa gång i norra Texas mellan delstaterna New Mexico och Oklahoma.